# بوعبيد الشرقي

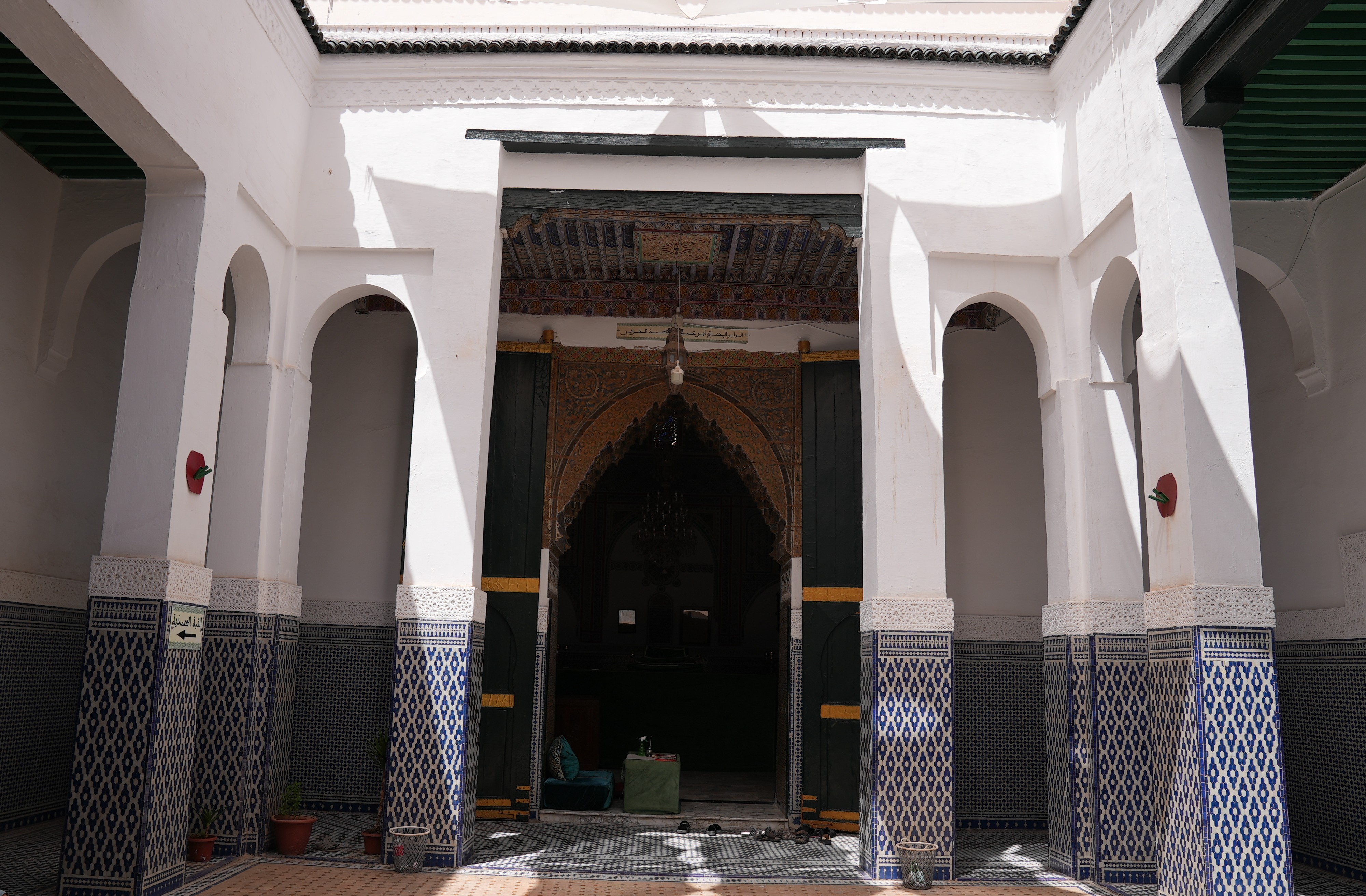

أبوعبيد محمد بن بلقاسم بن محمد الزعري بن عمر الشرقي السميري العمري العدوي القرشي (ولد سنة 926هـ أو 928هـ وتوفي بأبي الجعد سنة 1010هـ) وهو مؤسس الطريقة الشرقاوية بالمغرب. ولد في مكان يبعد عن قصبة تادلة بنحو 3 كيلومترات بجوار وادي أم الربيع. 

## حياته
حفظ كتاب الله، ودرس علوم الدين والأدب على يد والده سيدي بلقاسم الزعري دفين ضفة نهر أم الربيع قريبا من قصبة تادلة، ولمّا ظهرت نجابته ومحبته للعلم أرسله والده إلى مراكش ليتتلمذ على يد بعض كبار علماءها كسيدي عبد الله بن ساسي السباعي تلميذ عبد الله الغزواني مول لقصور وسيدي عمر القسطلي. 
تلقى تعليمه الأول على يد والده أبي القاسم الزعري، الذي حرص على تعليمه القرآن ومبادئ العربية والتربية الصوفية في زاويته بتادلة بعد ذلك، رحل أبو عبيد إلى زاوية الصومعة في مدينة بني ملال، وكانت آنذاك محج العديد من الطلبة المنحدرين من منطقة تادلة بسهلها وديرها وجبلها. أخذ أبو عبيد الشرقي بزاوية الصومعة علوم التفسير والقراءات والحديث والفقه والتصوف.
توفي في أول ليلة من محرم سنة 1010هـ ودفن بزاويته بأبي الجعد.

## انجازاته
أسس الولي الصالح سيدي بوعبيد الشرقي العمري الزاوية الشرقاوية بأبي الجعد في مطلع القرن 16م باعتبارها من أهم المعالم الدينية و الحضارية بالمغرب.